# Chartres
Chartres város Franciaország Centre-Val de Loire régiójában, Eure-et-Loir megye székhelye. Párizstól kb. 100 km-re délnyugatra, az Eure folyó partján fekszik.
Híres a katedrálisáról. Óvárosa középkori gótikus jellegű. 
Az óvárosának egy részét, beleértve a Chartres-i iskolához kapcsolódó könyvtár nagy részét is, 1944-ben a bombázások megsemmisítették.
Lakosainak száma 37 990 fő (2022. január 1.).

## Fekvése
Chartres Champhol, Mainvilliers, Lucé, Luisant, Le Coudray, Gellainville, Nogent-le-Phaye, Gasville-Oisème és Lèves községekkel határos.

## Népesség
| Lakosok száma | 34 469 | 37 119 | 39 595 | 40 022 | 38 840 | 38 875 | 38 578 | 38 534 | 38 443 | 37 990 |
|               | 1968   | 1982   | 1990   | 2006   | 2013   | 2015   | 2017   | 2019   | 2020   | 2022   |

## Gazdaság
Bőriparral, gépgyártással, fürjpástétom-készítéssel, gabona- és marhakereskedéssel foglalkozik. 

## Kultúra
Chartres-ban egy régiségtár található, nagy, nyilvános könyvtárral. A könyvtárban kb. 60 000 kötet és 1200 kézirat van.

## Története
Chartres városát az ókorban a rómaiak táborhelynek, szálláshelynek használták. A neve akkor Chastres volt, ez a szó a latin castrum szóból származik. Chartres bizonyítottan az a hely volt, ahol Szent Corbinian született 670 körül.
A középkorban itt működött a híres Chartres-i iskola.

## Nevezetességek

- A Notre-Dame székesegyház Chartres leghíresebb építménye, gótikus stílusban épült, 131 méter hosszú és 16-40 méter széles
- Saint-Aignan és Saint-André templomok (12. század)
- Püspöki palota
- Városháza
- Porte-Guillaume, az erődített városfal magmaradt kapuja
- Épars tér, itt áll a város híres szülöttének, François Séverin Marceau-Desgraviers generálisnak szobra.
- Autricum, a carnutesek egykori városa